# Akadémia utca (Budapešť)
Akadémia utca je ulice v hlavním městě Maďarska, Budapešti. Leží v samotném středu města, v pátém obvodě. Spojuje Náměstí Kossutha Lajose u Országházu (maďarského parlamentu) severo-jižním směrem s náměstí Istvána Széchyiho severojižním směrem. Je cca 500 metrů dlouhá.

## Název
Název je odvozen od budovy maďarské výtvarné akademie, která se nachází na jejím jižním konci.

## Historie
Ulice vznikla po regulaci dunajského břehu. Předtím se v jejím místě nacházel západní okraj města Pešti. Pod současným názvem se objevuje již na mapách z roku 1867.
Často se zde ubytovával maďarský politik Ferenc Deák.
V meziválečném období sem byla přeložena tramvajová trať z nábřeží, její existence však neměla dlouhého trvání, neboť zanikla v souvislosti s druhou světovou válkou.

## Doprava
Ulice je jednosměrná a otevřená pro automobilový provoz.

## Významné objekty
- Maďarská akademie výtvarných umění
- Knihovna maďarské akademie věd
- Ministerstvo zdravotnictví Maďarska
- Prokuratura pro hlavní město Budapešť
- Národní daňový a celní úřad
- Úřad premiéra